# Laligurans
Laligurans (Nepali लालीगुराँस) ist eine Stadt (Munizipalität) im Osten Nepals im Distrikt Terhathum.
Laligurans liegt auf einer Höhe von 1610 m 5 km nördlich des Tamor-Flusses. Die Distrikthauptstadt Myanglung liegt 13 km östlich von Laligurans.
Die Stadt Laligurans entstand im September 2015 durch Zusammenlegung der Village Development Committees (VDCs) Basantapur, Dangpa, Phulek, Solma und Sungnam. 
Die Stadtverwaltung befindet sich in Basantapur.
Das Stadtgebiet umfasst 90,2 km².

## Einwohner
Bei der Volkszählung 2011 hatten die VDCs, aus welchen die Stadt Laligurans entstand, 16.934 Einwohner.